# Megachile katonana
Megachile katonana är en biart som beskrevs av Embrik Strand 1911. Megachile katonana ingår i släktet tapetserarbin, och familjen buksamlarbin. Inga underarter finns listade i Catalogue of Life.